# Artëmovskij (Oblast' di Irkutsk)
Artëmovskij (in russo Артёмовский?) è un insediamento di tipo urbano della Russia, situato nell'Oblast' di Irkutsk.